# Karl Gottlieb Knorre
Karl Gottlieb Knorre (* 22. Juni 1696 in Halle (Saale); † 14. September 1753 ebenda) war ein deutscher Rechtswissenschaftler.

## Leben
Geboren als Sohn des Hallischen Universitätssyndikus Ernst Heinrich Knorre (* 16. August 1668 in Halle; † 26. Dezember 1732 ebenda), hatte er die Schulen seiner Heimatstadt besucht und 1715 die Universität Halle bezogen. Um ein juristisches Studium zu absolvieren, besuchte er die Vorlesungen von Christian Wolff, Nikolaus Hieronymus Gundling, Christian Thomasius, Jakob Friedrich Ludovici (1671–1732) und Justus Henning Böhmer. Ostern 1719 wechselte er an die Universität Helmstedt und hörte die Vorlesungen Augustin Leyser und Johann Paul Kress (1677–1741).
Ein Jahr später kehrte er nach Halle zurück, wo er sich im Juni desselben Jahres examinieren ließ. Da sein Präsens Johann Peter von Ludewig jedoch erkrankte, verzögerte sich seine Promotion, die er erst am 3. Mai 1721 absolvieren konnte. Am 22. März 1723 ernannte man ihn in Halle zum außerordentlichen Professor an der juristischen Fakultät. Am 14. Mai 1726 wurde er zum ordentlichen Professor ernannt. Damit verbunden erhielt er eine Beisitzerstelle an der juristischen Fakultät und war zum königlich preußischen Hofrat ernannt worden. Neben dem römischen Recht hat er auch über Kriminalprozess-, Natur- und Völkerrecht gelesen.
Nach dem Tod von Ludewig 1743 stieg er in die dritte Professur auf und war nach dem Tod von Simon Peter Gasser an die zweite Professur gelangt. Nach Boehmers Tod wurde er 1749 zum Geheimrat ernannt und Ordinarius der Juristenfakultät. Zudem hatte er sich auch an den organisatorischen Aufgaben der Hallenser Hochschule beteiligt und war im Vorsemester 1737 Prorektor der Alma Mater.
Sein Sohn Ernst Friedrich Knorre (1728–1771) war ebenfalls Rechtswissenschaftler.

## Werke (Auswahl)
- Diss. inaug. (Praes. Joh. Petro de Ludewig) Differentiae iuris Romani et Germanici. de Senatoribus et Consulibus. Halle 1721, 1739
- Diss. Differentiae iuris Romani et Germanici, in nobilitate adoptiva. Halle 1721, 1739
- Recognita, variisque accessionibus aueta atque recusa. Halle 1745
- de obsignatione iudiciuli, von der gerichtlichen Versiegelung. Halle 1722
- Recusa multo auetior. Halle 1738
- de transactione non rescindenda propter laesionem ultra dimidium; occ. Ord. Polit. Magdeburg. C. 46. § 1. Halle 1723
- Progr. de actionibus poenalibus iuris Romani in duplum, triplum, quadruplum etc. in Germaniae foris nunquam receptis. Halle 1723
- Diss. de poenis defuuetorum voluntatem non; adimpleatibus. Erfurt 1723, für Samuel Christian Hacke korrigiert
- Diss. de dote filiae locupletis. Halle 1724
- Diss. de alimentia a matre liberis praestandis. Halle 1725
- Diss. de usu practico doctrinae iuris Romani de Praetore, et iudice pedaneo. Halle 1725
- Diss. de iure coniugis nuptias iterantis in bonis propriis, et a priori coniuge quaesitis ? ad L, 6, C. de secund, nupt. Halle 1726
- Progr. de edicti praetorii, quod quisque iuris in alterum etc.origine atque usu a pud veteres. Halle 1726
- Diss. de apprehensione possessionis. Halle 1731
- Anleitung zum Gerichtlichen Proceß, Worin sowol die unterschiedene Arten des Bürgerlichen und Peinlichen Processes, als auch die Abweichungen des gemeinen von dem Sächisschen Proceß, in einer natürlichen Ordnung abgehandelt und die brauchbareste Formulare beygefüget werden. Halle 1734, 1738, 1740, 1751, 1769, 1777 (Digitalisat)
- Diss. Observationes ad Joh. Strauchii Diss. de regali vectigalium iure. Halle 1736
- Progr. de tutela pactitia, Romanis incognita. Halle 1736
- Gründliche Anleitung zum Krieges-Proceß; worinnen von denen Ober- und Unter-Krieges-gerichten, Malefiz-, Stand-, Spieß- und Kammer-Rechte, Personen und Sachen, welche vor die Krieges-Gerichte gehören, dem Krieges-Proceß in bürgerlichen und peinlichen Sachen in der ersten und andern Instanz, wie auch denen Krieges-Strafen, […] umständlich gehandelt wird. Halle 1738 erschien auch unter dem Titel Anleitung zum Kriegsprocess, nach dem Römischen und Russischkaiserlichen, königlich Preussischen, Französischen, Spanischen, Schwedischen, Dänischen und anderer Könige, Kurfürsten, Fürsten und Stände des Römischen Reichs publicirten Kriegsrechten abgehandelt. Halle 1754 (Digitalisat)
- Diss. de recto dilationum usu. Halle 1739
- Diatriba de festinata urbis obsessae deditione; von frühzeitiger Uebergabe der Vestungen. Halle 1740
- Epistola de iuribus, privilegis ac praerogativis Medierum. Halle 1740
- De usu paroemiae iuris Germanici: der Letzte thut die Thüre zu, In: successione coniugum. Halle 1743
- Diss. de refutatione fundi, poenae loco impetrata. Halle 1745
- Diss. de differentiis iuris Marchici et Magdeburgici in successione coniugum. Halle 1745
- Historia iuris Germanici, canonici ac feudalis, in usum auditorii adornata. Accessit Praefatio de Eikone de Repchow, Speculi Saxouici conditore. Halle 1746
- Diss. ad Tit. XIV Ord. Provinc. Anhalt, de eo, quod iustum est, secundum observantiam Cothoniensum, circa ius Gabellorum. Halle 1747
- Qbservationes XVIII ad prooemium Iustitutionum F. Justiniani Imp. Halle 1745
- Rechtliche Anmerkungen: Worinn die Römische und Teutsche Rechte erläutert und verschiedene zweifelhafte Rechtsfragen untersucht werden. Halle 1752
- Praefatio ad Strauchiana, sive, Jo. Strauchii, JCti, Opuscula iuridito-historico-philosophica rariora. Halle 1728